# Râmnicelu
Râmnicelu es una comuna ubicada en el distrito de Brăila, Rumanía. Tiene cuatro pueblos: Boarca, Constantinești, Mihail Kogălniceanu y Râmnicelu.
En 2002 tenía 2316 habitantes.
Fue en Ion Sion, parte de Râmnicelu, donde el 10 de agosto de 1951, se documentó la temperatura más alta de Rumanía, 44,5°C.